# Abdelfattah Amor
Abdelfattah Amor (arabe : عبد الفتاح عمر), né le 4 mars 1943 à Ksar Hellal et mort le 2 janvier 2012 à Tunis, est un juriste et universitaire tunisien, spécialiste de droit public.

## Biographie
Professeur émérite et doyen (1987-1993) de la faculté des sciences juridiques, politiques et sociales de Tunis (université de Carthage), puis doyen honoraire de la même faculté à partir de 1994, il préside aussi l'Académie internationale de droit constitutionnel,.
Il assume de 1993 à 2004 le poste de Rapporteur spécial des Nations unies sur la liberté de religion ou de conviction. Il préside ensuite le jury de l'Unesco pour le prix de l'éducation aux droits de l'homme de 2000 à 2008. Abdelfattah Amor est également directeur de l'unité d'études et de recherches en droit et sciences politiques à la faculté de droit et des sciences politiques et économiques de Tunis (1978-1979), président de l'Association internationale de droit constitutionnel (1993-1995) et membre du Comité des droits de l'homme des Nations unies, après avoir été son vice-président (1999-2003) puis son président (2003-2005).
Membre du Conseil constitutionnel de 1987 à sa démission en 1992, il est membre du bureau de la Conférence internationale des doyens francophones (1987-1999), membre suppléant de la sous-commission de la protection et de la promotion des droits de l'homme des Nations unies (1992-1995), membre du comité du réseau « Droits fondamentaux » de l'Association des universités partiellement ou entièrement de langue française (1993-2003), président de l'Association tunisienne de droit constitutionnel (1981-2005), fondateur et secrétaire général de l'Association tunisienne des sciences politiques et sociales (1990-1995). Il est par ailleurs membre fondateur de l'Union des juristes arabes (1975), membre du Conseil national des libertés publiques en Tunisie (1977), membre du jury algérien d'agrégation en droit public et en sciences politiques (1984) et président de la Conférence internationale consultative sur la liberté de religion ou de conviction, la tolérance et la non-discrimination (Madrid, 2001). Il exerce également les fonctions d'expert auprès de la Ligue arabe chargé de l'élaboration d'un projet de réforme du pacte de la Ligue (1979-1982).
Durant les événements qui suivent la révolution tunisienne de 2011, il est nommé président de la Commission nationale d'investigation sur les faits de corruption et de malversation.
Mort le 2 janvier 2012, à la suite d'un infarctus alors qu'il faisait du sport, il est enterré le 4 janvier dans sa ville natale en présence de plusieurs personnalités dont Yadh Ben Achour, Abdelkrim Zbidi, Rachid Ammar et Kamel Morjane.

## Distinctions
- Commandeur de l'Ordre de la République (Tunisie) ;
- Commandeur de l'Ordre national du Mérite (Tunisie) ;
- Officier de l'Ordre du Mérite civil (Espagne) ;
- Médaille de l'Association internationale de la liberté religieuse ;
- Prix national des droits de l'homme (Tunisie) ;
- Docteur honoris causa des universités de Varsovie, Belgrade, Kyoto et Nuremberg.

## Publications
- Collectif, Manuel de droit administratif, Tunis, École nationale d'administration, 1975.
- (ar) الوجيز في القانون الدستوري، الدولة، الدستور، السيادة، الأنظمة السياسية والمؤسسات التونسية [« Al Wajiz dans le droit constitutionnel, l'État, la Constitution, la souveraineté, les systèmes et institutions politiques tunisiens »], Tunis, Centre d'études et de recherches politiques,‎ 1987.
- (ar) Abdelfattah Amor et Kaïs Saïed, نصوص ووثائق سياسية تونسية [« Textes et documents politiques tunisiens »], Tunis, Centre d'études et de recherches politiques,‎ 1987.
- Abdelfattah Amor, Philippe Ardant et Henri Roussillon, Le Suffrage universel, Toulouse, Presses de l'université des sciences sociales de Toulouse, 1994, 277 p. (ISBN 2-909628-04-3).
- Gérard Conac et Abdelfattah Amor, Islam et droits de l'homme, Paris, Economica, 1994, 97 p. (ISBN 978-2717826081).
- (en + fr + ar) Abdelfattah Amor, Néji Baccouche et Mohamed Talbi, Études sur la tolérance, Carthage, Beït El Hikma, 1995, 230 p. (ISBN 9973-92938-1).
- Abdelfattah Amor, Habib Ayadi et Sadok Belaïd, En hommage à Dali Jazi, Tunis, Centre de publication universitaire, 2010, 190 p. (ISBN 978-9973375780).